# CrossGen
Cross Generation Entertainment, o CrossGen, va ser una companyia nord-americana d'edició de comic books que va funcionar entre 1998 i 2004. Els actius de la companyia van ser adquirits per The Walt Disney Company el 2004 i van ser designats per a Disney Publishing Worldwide. Al juliol de 2010, Disney va restablir la marca a través de Marvel Comics, que va anunciar els seus plans per reactivar els títols de CrossGen però només va publicar tres sèries de quatre números.

## Història
CrossGen Comics, Inc. va ser fundada el 1998 a Tampa, Florida, per l'empresari Mark Alessi.
El 1999, la companyia va adquirir la convenció MegaCon, establida a Orlando, del seu fundador James Breitbiel. Breitbiel es va convertir en el director de màrqueting i distribució de CrossGen.
El gener de 2000, CrossGen Comics, Inc. va debutar amb CrossGenesis, un cop d'ull al univers CrossGen, que va proporcionar un esbós sobre l'univers, els mons i els personatges dels títols emblemàtics de CrossGen que es llançarien sis mesos després. Gina M. Villa, cap dels departaments creatius, i Mark Alessi van escriure una història del Sigilverse abans que s'escrivissin els còmics. L'equip creatiu principal va ser Barbara Kesel, Mark Waid i Ron Marz. La major part del talent de CrossGen van ser empleats assalariats de la companyia que van treballar fora de la seva seu a Tampa. Més endavant, altres creadors com J.M. DeMatteis van treballar com freelance, amb CrossGen publicant obres acabades. Les publicacions de la companyia van cobrir una varietat de gèneres, i la majoria dels seus personatges habitaven un sol univers compartit.

### Primera onada
La primera onada de títols de CrossGen inclou: Sigil, una space opera de ciència-ficció militar; Mystic, una fantasia màgica; Meridian, aromatitzat pel folklore tradicional; Scion, una sèrie d'aventures inspirada en els contes del rei Artús; i CrossGen Chronicles, una sèrie que detalla la història "no explicada" de l'univers CrossGen.
Els protagonistes de la primera onada de còmics de CrossGen estaven vinculats pel segell que cada personatge havia rebut. Era una marca del seu cos, una marca que els donava poders inusuals. El segell, i la història dels seus portadors, va ser un aspecte destacat de la narrativa.

### Següents títols
Al novembre del 2000, es va publicar el mite Homeric The First i, de manera constant durant els propers tres anys, CrossGen va llançar molts més títols.
El 2001 es van publicar: Crux (basat en el mite atlante); Sojourn (una fantasia èpica a l'estil de El senyor dels anells); Ruse (una història de detectius victorians); i Negation, protagonitzat per un grup de persones de diferents mons que havien estat fets presoners i portats al univers Negation.
L'any següent, es van publicar aquests títols: la història del terror Route 666; la comèdia wuxia Way of the Rat; i el drama samurai The Path.
La companyia va tenir un gran èxit inicial, amb quinze nominacions al Harvey Award el 2002.
En 2003, altres títols van ser publicats ampliant l'univers fictici: l'epopeia d' espasa i bruixeria Brath; Chimera, una sèrie limitada sobre un portador de segells als extrems de l'Univers; l'aventura pirata El Cazador ; i dos altres títols que expliquen l'origen dels portadors de segells: Solus i Mark of Charon .
Títols com Negation i Crux barregen gèneres. Encara que la majoria dels títols de CrossGen compartien elements comuns (com un segell, la presència d'un mentor i algun membre dels First), els títols poques vegades es van creuar entre ells. El principal exemple de creuament el va protagonitzar Sam de la sèrie Sigil, que va passar quatre números al món de Brath i va formar part d'un número al món de Meridan, sent aquest darrer mostrat des de la perspectiva de Sephie al número 20 de Meridan. Hi va haver un crossover entre les sèries de la companyia, Negation War, però va quedar inacabat.

### CrossGen Entertainment, Inc. (CGE)
El 2003, CrossGen Comics, Inc. es va canviar de nom per CrossGen Entertainment, Inc. (CGE) i va formar onze empreses filials de propietat total, que van representar els seus productes i ofertes d'entreteniment àmplia. Aquestes empreses actuaven independentment de CGE, funcionant com a unitats empresarials interiors mentre treballaven per aconseguir els objectius globals de CGE. Amb aquest acord, tots els projectes actuals i futurs serien gestionats i guiats pels principis fundacionals de Crossgen.

#### Code6
Code6 va ser una altra empremta de CrossGen Entertainment creada per publicar títols fora del Sigilverse, com The Red Star, Demonwars i The Crossovers. Tots els títols publicats amb el logotip de Code6 serien propietat tant del creador com de CrossGen Entertainment, Inc., que tindria la majoria de la propietat.
Code6 és el codi de senyal de la Policia de la Florida per a un pres fugit. Es va utilitzar per descriure l'actitud dels creadors que treballaven a Code6.

#### Còmics a la xarxa (COW: Comics on the Web)
Una de les innovacions de Crossgen va ser la venda de subscripcions de còmic a Internet. Els subscriptors podrien veure tots els títols de Crossgen mitjançant un navegador web. Els còmics web van reproduir el color fi de l'original, però les lletres de vegades no eren gaire llegibles; passant el ratolí sobre les paraules o les bombolles de pensament, augmentaven fins a obtenir una mida llegible, una característica desenvolupada en Flash per Gabo Mendoza de Gabocorp Studios. Es va estimar que la biblioteca en línia contenia 160 números i 4.400 pàgines a finals del 2002. CrossGen va ser una de les primeres companyies de còmics a publicar en línia.

### Traduccions
Molts còmics de Crossgen es van publicar traduïts en molts països. A Catalunya els drets van ser comprats per Editorial Planeta que els va traduir al castellà. Va començar publicant en grapa les quatre sèries obertes de la primera onada: Sigil, Mystic, Meridian i Scion, així com el primer número de CrossGen Chronicles, però les va passar totes a format tom en tapa tova. En aquest format hi va afegir Sojourn, Ruse, Negation, Route 666 i The Path. Medidian va desaparèixer de les programacions que apareixien els mateixos toms, però totes van quedar incompletes.

### Fallida
El 2003, CrossGen es va trobar en un escàndol sobre pagaments de freelancer, exposant problemes financers sistèmics. Com les notícies van arribar als seguidors de còmics, les vendes van resultar afectades i el personal creatiu, com Gina Villa, Brandon Peterson i Ron Marz, van començar a abandonar la companyia. Alguns observadors de la indústria han assenyalat que les seves dificultats es van fer públiques poc després que les cadenes de llibreries Borders i Barnes & Noble interrompessin les col·leccions comercials de CrossGen i retornessin un gran nombre de còmics no venuts. En una entrevista amb Marc Alessi sobre el podcast de Dollar Bin, es va dir que la causa fonamental de la caiguda financera de CrossGen era el resultat d'una gran disminució del valor de les accions de Perot Systems que avalava en gran manera el finançament de la companyia. El pla financer era perdre diners durant els sis primers anys abans d'obtenir beneficis en el setè any a través de contractes de cinema i televisió.
CrossGen es va declarar en fallida al juny de 2004 i va deixar de publicar, deixant títols com Sojourn, Negation War, Brath i molts altres cancel·lats deixant històries a mitges.
Al juliol de 2004, Disney Publishing estava interessada en llicenciar el contingut de CrossGen, però, en descobrir la fallida de la companyia, va començar en el seu lloc a intentar adquirir els seus actius. El fundador Alessi va deixar 75.000 dòlars a la companyia, però no va poder evitar la presa de control de la companyia. El 15 de novembre de 2004, Disney va anunciar que havia adquirit els actius de CrossGen per 1 milió de dòlars amb la intenció de publicar quatre novel·les en prosa basades en la sèrie Abadazad de l'escriptor J.M. DeMatteis i l'artista Mike Ploog.

### Checker Books
El 2006, Checker Books va anunciar que havia obtingut els drets per publicar recopilacions de diverses sèries de CrossGen, començant per Sojourn. Un total de nou edicions recopilades formen part de l'acord: dues cadascuna per a Sojourn, Negation i Scion, i un sol volum per a The Way of the Rat, Sigil i The Path. No hi ha plans de Checker Books per obtenir més col·leccions.
Al febrer de 2008, Checker Books va anunciar la publicació de tres títols CrossGen per les sèries Negation, Sigil i Sojourn.

### Revival
El 24 de juliol de 2010, Joe Quesada, llavors director en cap (editor in chief) del Marvel Comics, va anunciar a San Diego Comicon que Marvel (per aquell temps també una empresa de propietat de Disney) reactivaria diversos títols de CrossGen.
El 16 de desembre de 2010, Marvel va anunciar que Ruse i Sigil tornarien al març de 2011 com a minisèrie de quatre números. Totes dues van completar la seva publicació i un tercer títol de Crossgen, Mystic, va començar a l'agost de 2011. Dos altres títols, Route 666 i Kiss Kiss Bang Bang, van ser anunciats durant el Fan Expo Canada a finals d'agost de 2011 i començarien al febrer de 2012, però mai van ser publicats a causa del baix interès per les sèries publicades anteriorment.

## Títols

### Sigilvers
La majoria dels títols de CrossGen van tenir lloc en un univers compartit, anomenat de forma informal pels fans de Crossgen com Sigilverse. CrossGen va publicar els següents títols a Sigilverse. La majoria dels títols apareixen en ordre d'aparició. S'inclouen les mini-sèries i títols publicats com one-shot a continuació de les sèries regulars amb les que estan associades.
| Títol                                              | Preqüela      | Data d'inici  | Darrer número | Data final    |
| -------------------------------------------------- | ------------- | ------------- | ------------- | ------------- |
| CrossGenesis                                       | -             | Gener 2000    | 1             | Gener 2000    |
| CrossGen Chronicles                                | -             | Juny 2000     | 8             | Juliol 2002   |
| Mystic                                             | -             | Juliol 2000   | 43            | Gener 2004    |
| Sigil                                              | -             | Juliol 2000   | 42            | Desembre 2003 |
| Saurians: Unnatural Selection                      |               | Febrer 2002   | 2             | Març 2002     |
| Scion                                              | -             | Juliol 2000   | 43            | Abril 2004    |
| Meridian                                           | -             | Juliol 2000   | 44            | Abril 2004    |
| The First                                          | -             | Novembre 2000 | 37            | Desembre 2003 |
| Crux                                               | -             | Maig 2001     | 33            | Febrer 2004   |
| Sojourn                                            | Juliol 2001   | Agost 2001    | 34            | Maig 2004     |
| Ruse                                               | -             | Novembre 2001 | 26            | Gener 2004    |
| Archard's Agents: A Most Convenient Murder         | -             | Gener 2003    | 1             | Gener 2003    |
| Archard's Agents: The Case of the Puzzled Pugilist | -             | Novembre 2003 | 1             | Novembre 2003 |
| Archard's Agents: Deadly Dare                      | -             | Abril 2004    | 1             | Abril 2004    |
| Negation                                           | Desembre 2001 | Gener 2002    | 27            | Març 2004     |
| Negation: Lawbringer                               | -             | Novembre 2002 | 1             | Novembre 2002 |
| Mark of Charon                                     | -             | Abril 2003    | 5             | Agost 2003    |
| Negation War                                       | -             | Abril 2004    | 2             | Juny 2004     |
| The Path                                           | Març 2002     | Abril 2002    | 23            | Abril 2004    |
| Way of the Rat                                     | -             | Juny 2002     | 24            | Juny 2004     |
| The Silken Ghost                                   | -             | Juny 2003     | 5             | Octubre 2003  |
| Route 666                                          | -             | Juliol 2002   | 22            | Juny 2004     |
| Brath                                              | Febrer 2003   | Març 2003     | 14            | June 2004     |
| Chimera                                            | -             | Març 2003     | 4             | Juliol 2003   |
| Solus                                              | -             | Abril 2003    | 8             | Desembre 2003 |
| El Cazador                                         | -             | Octubre 2003  | 6             | Juny 2004     |
| El Cazador: The Bloody Ballad of Blackjack Tom     | -             | Abril 2004    | 1             | Abril 2004    |
| Kiss Kiss Bang Bang                                | -             | Febrer 2004   | 5             | Juny 2004     |

CrossGen va recopilar alguns dels títols anteriors en format de butxaca comercial.

### Compendia
CrossGen va publicar dues antologies mensuals, denominades compendia, que van reimprimir diversos títols de la continuïtat principal compartida. Cada número conté entre 6 i 11 números.
- Forge (13 números, reimprimeix de Crux, Meridian, Negation, Sojourn, The Path i Route 666)
- Edge / Vector (13 números, reimprimeix de The First, Mystic, Ruse, Scion, Sigil, Way of the Rat i Solus)

Després de 12 números, Edge es va canviar el nom pel de Vector a causa d'un conflicte de marques comercials amb una altra empresa. Un tercer compendi anomenat Caravan mai va ser llançat.
Aproximadament cap a la meitat de la publicació de compendia, el seu format va canviar d'una mida estàndard del còmic a un format digest amb les pàgines reduïdes a la meïtat de la seva mida, normalment amb un nombre de pàgines més alt. CrossGen més tard va utilitzar aquest format de compendi per recollir tirades de títols individuals, com Meridian i The Path.

### Títols promocionals i relacionats
- CrossGen Sampler (un còmic promocional gratuït que incloïa diverses pàgines de cadascun dels primers cinc títols de CrossGen)
- CrossGen Primer (un còmic promocional inclòs en un número de la revista Wizard)
- Wizard CrossGen Special (un còmic promocional posterior inclòs amb la revista Wizard)
- CrossGen Illustrated (llibre de tapa tova amb art i informació sobre diversos títols del Sigilvers)
- Pre-release Reader còpies del primer número de diverses sèries, algunes en blanc i negre.

### Títols addicionals
A més dels còmics del seu Sigilverse, CrossGen va publicar o preparar diversos títols addicionals: 
| Títol                                         | Data d'inici        | Data final       | Darrer número |
| --------------------------------------------- | ------------------- | ---------------- | ------------- |
| R.A. Salvatore's Demon Wars: Trial by Fire    | Gener de 2003       | Maig de 2003     | 5             |
| R.A. Salvatore's Demon Wars: Eye for an Eye   | Juny de 2003        | Novembre de 2003 | 5             |
| The Crossovers                                | Febrer de 2003      | Desembre de 2003 | 9             |
| The Red Star                                  | Febrer de 2003      | Juliol de 2004   | 5             |
| Lady Death : A Medieval Tale                  | Març de 2003        | Abril de 2004    | 12            |
| Lady Death: Wild Hunt                         | Abril de 2004       | Maig de 2004     | 2             |
| John Carpenter's Snake Plissken Chronicles    | Juny de 2003        | Febrer de 2004   | 4             |
| Dragon's Lair                                 | Agost del 2003      | Novembre de 2003 | 3             |
| Masters of the Universe : Icons of Evil       | Agost de 2003       | Oct. 2003        | 3             |
| Masters of the Universe: Rise of the Snakemen | Oct. 2003           | Gener de 2004    | 3             |
| Masters of the Universe: Encyclopedia         | Gener 2004          | Gener 2004       | 1             |
| Space Ace                                     | Setembre de 2003    | Novembre de 2003 | 3             |
| Tales of the Realm                            | Oct. 2003           | Maig de 2004     | 5             |
| Snake Plissken Chronicles                     | Juny de 2003        | Febrer de 2004   | 4             |
| Rob Zombie's Spookshow International          | Novembre de 2003    | Juliol de 2004   | 3             |
| Abadazad                                      | Març de 2004        | Maig de 2004     | 3             |
| American Power                                | N / A: mai publicat | -                | -             |